# Suyu (inca)
Pour les articles homonymes, voir Suyu.

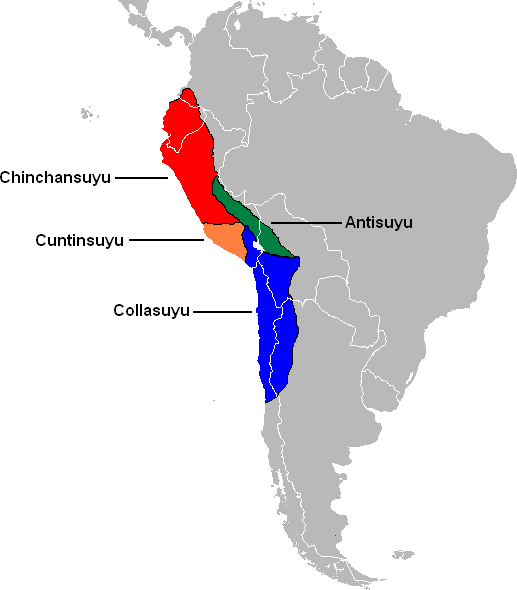
Tahuantinsuyo: Chinchaysuyo (en rouge), Antisuyo (en vert), Contisuyo (en jaune) et Collasuyo (en bleu).

Un suyu (en quechua suyu « une parcelle, une province ») était un grand district dans lequel les diverses provinces (wamani kuna) étaient groupées sous l'Empire inca. L'ensemble des quatre suyo était connu comme le « Tahuantinsuyo ».

## Gouvernement
Le gouvernement de Qulla, Kunti et Anti suyu était subordonné à l'empereur inca, souverain du Chinchay Suyu. Le gouverneur, tel le Sapa Inca, du suyu, est dénommé suyuyuq et participait au Conseil Impérial.